# Desmia vicina
Desmia vicina là một loài bướm đêm trong họ Crambidae.